# Райко Алексиев (награда)
Вижте пояснителната страница за други значения на Райко Алексиев.
Националната награда за хумор и сатира „Райко Алексиев“ е учредена през 2002 г. от община Пазарджик. Връчва се за цялостно литературно творчество и за принос в съответния жанр.)
Присъжда се на всеки три години и се връчва на 7 март, рождения ден на Райко Алексиев – сатирик, карикатурист, публицист и философ.
С наградата се удостояват български писатели. По изключение може да бъде присъдена на чуждестранен автор за особени заслуги към българистиката: популяризация, лично творчество в областта на хумора и сатирата, анализи и публикации, тематично свързани с България. Призът се присъжда и посмъртно.
Във връзка с връчването на наградата се обявява и конкурс между творците от Пазарджишка област в 3 раздела: хумористична проза, хумористична поезия и карикатура.
Наградата „Райко Алексиев“ е придружена с парична премия и грамота.

## Наградени автори
- 2002 – Радой Ралин и Марко Ганчев
- 2005 – Йордан Попов[2]
- 2008 – Васил Сотиров и Михаил Вешим[3]
- 2011 – Мирон Иванов (посмъртно)
- 2014 – Георги Мишев[4]
- 2017 – Георги К. Спасов[5][6]
- 2020 – Румен Белчев (жури в състав Недялко Славов, Митко Новков и Младен Влашки)[7][8][9]
- 2023 – Алек Попов[10][11][12]